# کامنیتسا (کراگویواتس)
کامنیتسا (به صربی: Kamenica) یک منطقهٔ مسکونی در صربستان است که در Stragari واقع شده‌است. کامنیتسا ۳۲۹ نفر جمعیت دارد.